# Victor Ido
Johannes Hendricus Frederik (Hans) van de Wall, bekend onder het pseudoniem Victor Ido (Soerabaja, 8 februari 1869 – Den Haag, 20 mei 1948) was een Nederlands journalist, musicus en schrijver van romans en toneelstukken. Hij was o.a. kunstcriticus bij het Bataviaasch Nieuwsblad en hoofdredacteur van het Nieuw Bataviaasch Handelsblad. Als kind van een Nederlandse vader en Indo-Europese moeder, stelt Ido in veel van zijn werken de sociaal-economische positie van de Indo-Europeaan in Nederlands-Indië aan de orde.

## Biografie

### Jonge Jaren
Hans van de Wall werd op 8 februari 1869 te Soerabaja geboren uit een gemengd huwelijk. Zijn moeder, Ida Maria Damwijk, kwam uit een arme Indo-Europese familie. Zijn vader, Benjamin Johannes van de Wall, was een Nederlander met een zwakke gezondheid, die ertoe leidde hij na enige tijd werd ontslagen en het gezin 'aan de rand van de kampong' belandde. In 1882 redde een aanzienlijke erfenis hen uit deze erbarmelijke situatie, en stond het gezin toe naar Nederland te vertrekken en zich te vestigen in Dirksland, en later Delft en Den Haag. De jonge Hans van de Wall bezocht het gymnasium, waar hij een interesse in de literatuur ontwikkelde en actief lid werd bij de toneelclub. Ook kreeg hij, in navolging van zijn broer Constant van de Wall, muzieklessen van onder meer Richard Hol.

### Vroege carrière
Eind 1889 besloot Van de Wall terug te keren naar zijn geboorteland, waar hij zich tot doel stelde het culturele leven in Batavia met zijn intellectuele en artistieke kennis naar een hoger niveau te tillen. Hij richtte een Nationale Zangschool op, en wijdde zich aan de kunstkritiek; eerst korte tijd bij De Java-Bode en vervolgens bij het Bataviaasch Nieuwsblad van P.A. Daum. Zijn bijtende kritieken leverden hem veel vijanden op.
In 1892 voltooide hij het manuscript van zijn eerste Indische roman, Don Juan. Zowel De Java-Bode als Bataviase uitgevers durfden de sleutelroman niet te publiceren: 'De personen in dien roman zijn te duidelijk geteekend, en de maatschappij hier te klein, om de publicatie van zoo'n roman niet als een waagstuk te beschouwen.' In 1896 verscheen de roman alsnog als feuilleton, in het Nieuw Bataviaasch Handelsblad, en het jaar erop als boek bij een Nederlandse uitgever. Terwijl Van de Wall zijn journalistieke bijdragen altijd met zijn eigen naam ondertekende, koos hij voor deze roman het pseudoniem Victor Ido, dat hij in het vervolg voor al zijn literaire werk zou gebruiken.
Teleurgesteld in het artistieke klimaat in Indië en geplaagd door geldnood was Ido enige tijd voornemens de kunst vaarwel te zeggen. Een poging een melkerij op te zetten mislukte en met sollicitaties naar uiteenlopende betrekkingen had hij evenmin succes, maar in 1897 werd hij op voorspraak van een bevriende notaris aangenomen als hoofdredacteur van het Nieuw Bataviaasch Handelsblad. De baan voorzag hem van een vast inkomen, maar opende tevens Van de Walls ogen voor de alledaagse werkelijkheid van het Indische leven, en met name de slechte sociaaleconomische situatie waarin veel mede-Indo-Europeanen verkeerden. Dit zorgde voor een nieuwe artistieke drijfveer.

### Schrijverschap
De veroordeling en executie van een 'Indo-pauper' van ongeveer twintig jaar, die een rijke Chinees had vermoord, maakten een diepe indruk op Ido en bewoog hem ertoe de novelle De Paria van Glodok te schrijven, die hij in oktober 1900 voordroeg in de Bataviase schouwburg en datzelfde jaar gepubliceerd werd in zowel de Java-Bode als het Letterkundig Maandschrift. In 1916 werkte Van de Wall de novelle om tot een succesvol toneelstuk. Ook in zijn tot klassieker uitgegroeide roman De paupers, die in 1910 werd voorgepubliceerd in het Weekblad voor Indië en in 1915 in boekvorm verscheen, stond de lijdensweg van de Indo-Europeaan centraal. 
Vanaf 1900 had Ido veel succes met zijn toneelstukken, die onder zijn regie opgevoerd werden in de Bataviase schouwburg. Hiermee stond hij aan de wieg van het toneelleven in Batavia. Met zijn ontwikkelingsdrama's, die in de inheemse en Indo-Europese samenleving van Indië afspeelden, en niet (zoals gebruikelijk in de koloniale literatuur) in de Europese, werd het serieuze toneel in Batavia veel vaker voor het voetlicht gebracht; meestal opgevoerd door het gezelschap van Van de Wall, maar ook door Nederlandse beroepsacteurs die een optreden in Indië nu aandurfden. Kort na 1900 trokken bijvoorbeeld coryfeeën als Willem Royaards, Frits Bouwmeester en Eduard Verkade naar de Stadsschouwburg. Ook buiten Batavia, in Nederland en zelfs in plaatsen als Singapore, Penang, Rangoon en Colombo was Ido's toneelwerk geliefd. Zijn stukken worden nog altijd opgevoerd in Indonesië.

### Laatste jaren en dood
In 1937 bracht Ido met zijn vrouw een bezoek aan Nederland, maar de Tweede Wereldoorlog stond een terugkeer naar Indië in de weg. In 1939 werd hij door de Bond van Nederlandsche Tooneelschrijvers benoemd tot Buitengewoon Erelid uit 'waardering voor zijne verdiensten jegens het Nederlandsch en Nederlandsch-Indisch tooneel'. Hij overleed in 1948 in Den Haag.